# Zipser Willkür
Die Zipser Willkür war das Organisationsgesetz (Stadtrecht) für die Siedlungen der Zipser Sachsen in der Zips, die seit dem 12. Jahrhundert im Königreich Ungarn ansässig waren und deren Privilegien 1370 in deutscher Sprache für deren Gebiet in 95 Artikeln zusammengefasst wurde.
Bereits 1271 erließ der ungarischen König Stephan V. einen „Zipser Freibrief“, in dem den Zipser Sachsen gegen Heeresfolge und regionale Verteidigung weitgehende Sonderrechte zugestanden, darunter auch das Recht, eigene Richter zu wählen, interne gewohnheitsrechtliche Traditionen beizubehalten und nach ihnen Recht zu sprechen. Die Zipser Sachsen gründeten nach dem Zipser Freibrief einen Bund der 24 Zipser Städte.
Erst etwa 100 Jahre wurde dieses Gewohnheitsrecht als „Zipser Willkür“ niedergeschrieben, vorher aber schon mündlich angewandt. Die Zipser Willkür war ein Weichbild-Recht, das auf dem Magdeburger Recht beruhte, welches seinerseits eng an den Sachsenspiegel angelehnt ist und stellte daneben die Kodifikation der Zipser Privilegien dar. Im Laufe der verschiedenen Überarbeitungen und Weiterentwicklungen bis zum 18. Jahrhundert näherte es sich teilweise, besonders seit dem 16. Jahrhundert, ungarischen Rechtstraditionen, gelegentlich auch süddeutschen Rechtstraditionen aus dem Schwabenspiegel an. Erst 1876 wurde die Zipser Willkür aufgehoben.
Das Gebiet der Zips liegt heute in der östlichen Slowakei und einem kleinen Teil der nördlich benachbarten Woiwodschaft Kleinpolen. Die Zipser Willkür ist das älteste deutsche Landrecht in der Slowakei, nach wenigen älteren Stadtrechten.

## Handschriften

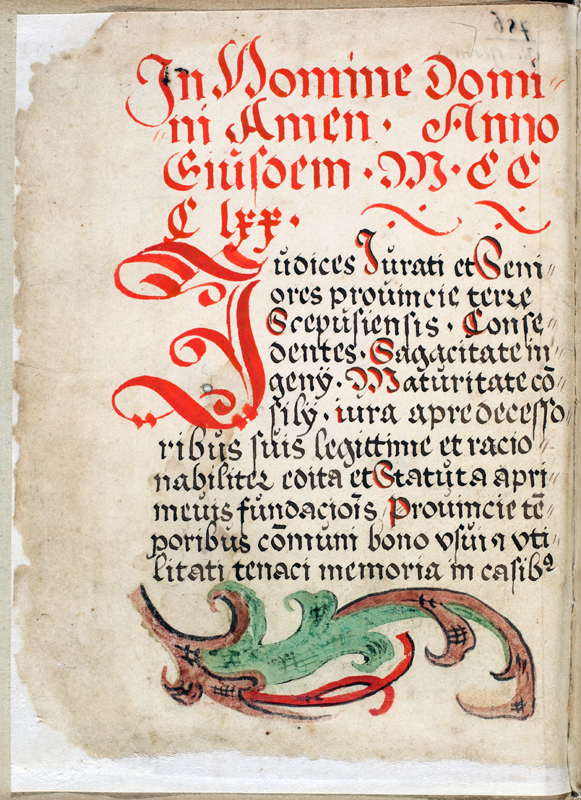
Erste Seite der Handschrift der Zipser Willkür in der Ungarischen Széchényi-Nationalbibliothek, Budapest (geschrieben nach 1516 auf Mittelhochdeutsch, Einleitung im Bild auf Latein)

Aus der Zeit vor Einführung des Buchdrucks sind heute elf Kanzlei-Manuskripte des Gesetzestextes, neun in der Slowakei und eines in Ungarn, eines in Rumänien, erhalten. Eine Handschrift befindet sich in der Ungarischen Nationalbibliothek in Budapest/Ungarn (siehe Bild), zwei im Staatlichen Kreisarchiv Poprad (Deutschendorf) und eine in dessen Zweigstelle Ľubica (Leibitz), eine im Archiv der Honterusgemeinde Brașov (Kronstadt/Rumänien), zwei im Staatsarchiv Levoča (Leutschau), eine im Staatsarchiv Banská Bystrica (Neusohl), eine in der Staatsbibliothek Prešov (Preschau oder Eperies) und zwei im Staatsarchiv Spišská Nová Ves (Zipser Neudorf).